# Nycterophaeta
Nycterophaeta từng là một chi bướm đêm thuộc họ Noctuidae, hiện tại được coi là đồng nghĩa của Cucullia.